# عبد الرحمن الصانبي
عبد الرحمن سالم الصانبي (ولد في 3 فبراير 2001) هو لاعب كرة قدم سعودي يشغل مركز حراسة المرمى، ويلعب حالياً في النادي الأهلي السعودي.

## روابط خارجية
- عبد الرحمن الصانبي على موقع 365scores (الإنجليزية)
- عبد الرحمن الصانبي على موقع كووورة